# Open Tarragona Costa Daurada 2006
L'Open Tarragona Costa Daurada 2006 è stato un torneo di tennis facente parte della categoria ATP Challenger Series nell'ambito dell'ATP Challenger Series 2006. Il torneo si è giocato a Tarragona in Spagna dal 18 settembre 2006 su campi in terra rossa.

## Vincitori

### Singolare
Paolo Lorenzi ha battuto in finale  Younes El Aynaoui con il punteggio di 6–4, 7–6(4)

### Doppio
Hugo Armando /  Gabriel Trujillo Soler hanno battuto in finale  Álex López Morón /  Santiago Ventura con il punteggio di 6–3, 7–6(3)